# Basted (Kent)
Basted est un hameau dans le district de Tonbridge et Malling, dans le comté du Kent.

## Transport

### Chemin de fer
- Borough Green & Wrotham railway station

### Routes
- Routes : route A20, route A25, route A227
- Autoroutes : M20, M25, M26